# Синусы твёрдой мозговой оболочки

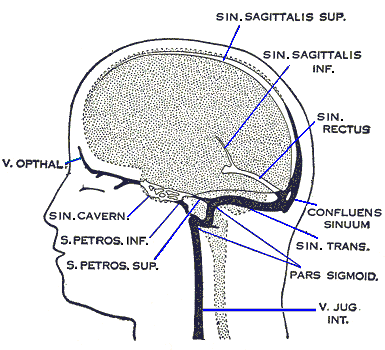
Вены головного мозга

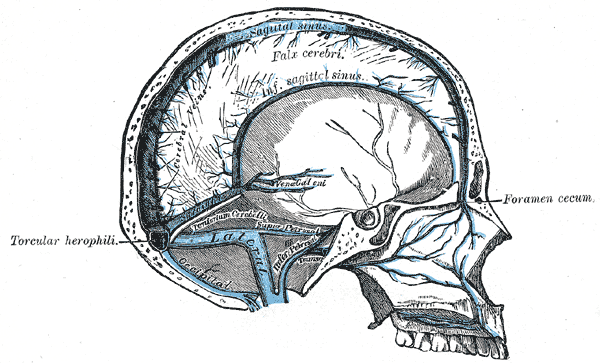
Срез черепа, демонстрирующий синусы твёрдой мозговой оболочки

Синусы твёрдой мозговой оболочки (венозные пазухи, венозные синусы, синусы головного мозга) — венозные коллекторы, расположенные между листками твёрдой мозговой оболочки. Получают кровь из внутренних и наружных вен головного мозга, участвуют в реабсорбции ликвора из субарахноидального пространства.

## Анатомия
Стенки синусов образованы твёрдой мозговой оболочкой, выстланной эндотелием. Просвет синусов зияет, клапаны и мышечная оболочка, в отличие от других вен, отсутствуют. В полости синусов располагаются покрытые эндотелием волокнистые перегородки.
Из синусов кровь поступает во внутренние яремные вены, помимо этого существует связь
синусов с венами наружной поверхности черепа посредством резервных венозных выпускников.

## Венозные синусы
- Верхний сагиттальный синус (лат. sinus sagittalis superior) — располагается вдоль верхнего края серповидного отростка твёрдой мозговой оболочки, оканчиваясь сзади на уровне внутреннего затылочного выступа, где открывается чаще всего в правый поперечный синус.
- Нижний сагиттальный синус (лат. sinus sagittalis inferior) — распространяется вдоль нижнего края серпа, вливается в прямой синус.
- Прямой синус (лат. sinus rectus) расположен вдоль места соединения серповидного отростка с намётом мозжечка. Имеет четырёхгранную форму, направляется от заднего края нижнего сагиттального синуса к внутреннему затылочному выступу, открываясь в поперечный синус.
- Поперечный синус (лат. sinus transversus) — парный, находится в поперечной борозде костей черепа, располагаясь вдоль заднего края намёта мозжечка. На уровне внутреннего затылочного выступа поперечные синусы сообщаются между собой. В области сосцевидных углов теменных костей поперечные синусы переходят в сигмовидные синусы, каждый из которых открывается через яремное отверстие в луковицу яремной вены.
- Затылочный синус (лат. sinus occipitalis) находится в толще края серпа мозжечка, распространяясь до большого затылочного отверстия, затем расщепляется, и в виде краевых синусов открывается в сигмовидный синус или непосредственно в верхнюю луковицу яремной вены.
- Пещеристый (кавернозный) синус (лат. sinus cavernosus) — парный, расположен по бокам от турецкого седла. В полости пещеристого синуса располагаются внутренняя сонная артерия с окружающим её симпатическим сплетением, и отводящий нерв. В стенках синуса проходят глазодвигательный, блоковый нервы и глазной нервы. Пещеристые синусы соединяются между собой межпещеристыми синусами. Через верхний и нижний каменистые синусы соединяются, соответственно, с поперечным и сигмовидным.
- Межпещеристые синусы (лат. sinus intercavernosi) — располагаются вокруг турецкого седла, образуя с пещеристыми синусами замкнутое венозное кольцо.
- Клиновидно-теменной синус (лат. sinus sphenoparietalis) — парный, направляется вдоль малых крыльев клиновидной кости, открываясь в пещеристый синус.
- Верхний каменистый синус (лат. sinus petrosus superior) — парный, идёт от пещеристого синуса вдоль верхней каменистой борозды височной кости и открывается в поперечный синус.
- Нижний каменистый синус (лат. sinus petrosus inferior) — парный, залегает в нижней каменистой борозде затылочной и височной костей, соединяет пещеристый синус с сигмовидным.

## Клиническое значение
В результате травмы твёрдой мозговой оболочки, которая может быть обусловлена переломом костей черепа, возможно развитие тромбоза синуса. Также тромбоз синуса может развиться в результате неопластического или инфекционного процесса в черепе. В свою очередь, тромбоз синуса может стать причиной геморрагического инсульта мозга.
Синусы твёрдой мозговой оболочки участвуют в формировании дуральных артериовенозных мальформаций (ДАВМ), чаще наблюдаемых в области поперечного и сигмовидного синусов, реже — верхнего сагиттального, каменистого синусов или дна передней черепной ямки (этмоидальные ДАВМ). ДАВМ формируются на фоне дегенеративных изменений сосудистой стенки, вследствие травмы или тромбоза синусов. Из прямых ДАВМ (или посттравматических дуральных артериовенозных фистул) наиболее распространено, в связи с особенностями анатомии, каротидно-кавернозное соустье.

## Изображения

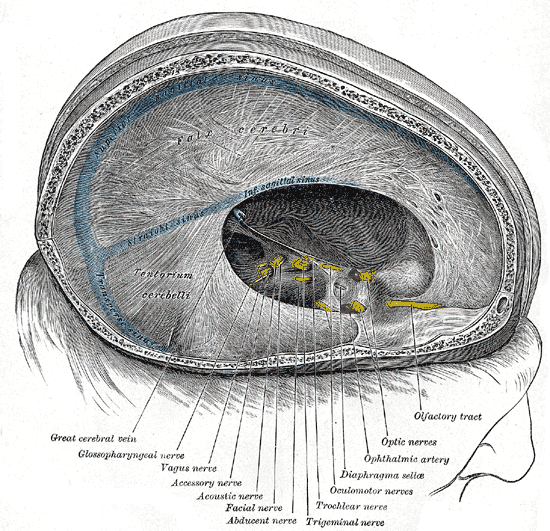
Твёрдая мозговая оболочка и её отростки
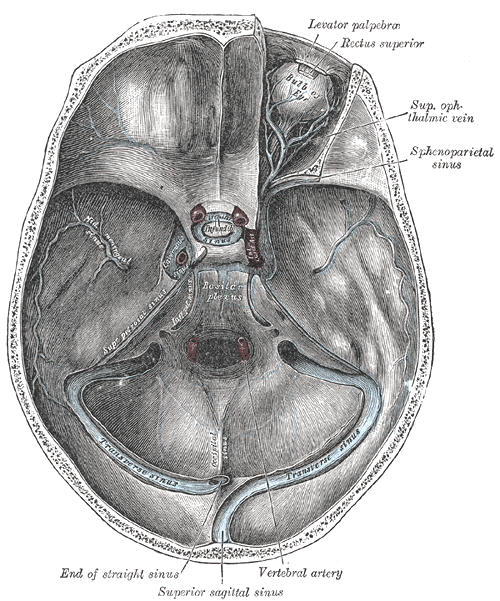
Синусы основания черепа